# Tommaso Coccione
Tommaso Coccione (Poggiofiorito, 2 gennaio 1905 – 8 luglio 1941) è stato un musicista, fisarmonicista e compositore italiano.

## Biografia
Espatriò negli Stati Uniti d'America dove iniziò a studiare musica con i più importanti maestri di Seattle, Washington, e ben presto divenne uno dei migliori fisarmonicisti dell'epoca. Fece parte di importanti orchestre e tenne diversi concerti nei più noti teatri americani, sia come solista sia insieme ai fratelli Pietro e Guido Deiro, ritenuti i pionieri della fisarmonica. Ritornò in Italia negli anni trenta, nel periodo più felice del folclore abruzzese e, con la sua arte e con le struggenti melodie del suo strumento, riuscì a trasmettere alla canzone popolare un nuovo messaggio musicale, intriso di un sentimento di dolcezza e di gioia.
Fu per queste ragioni che Guido Albanese lo volle per interpretare le canzoni della Maggiolata ortonese del 1938.
Nello stesso anno si esibì, insieme al Coro di Poggiofiorito, a Roma in occasione della visita di Hitler nella capitale, suonando come solista e dirigendo un'orchestra di circa 300 fisarmoniche. Nel 1939 partecipò al film Torna caro ideal sulla vita di Francesco Paolo Tosti.
Si dedicò all'insegnamento a Poggiofiorito e nel 1940, a Roma, venne chiamato da un'importante casa musicale. Colpito da un'improvvisa e grave malattia morì all'età di 36 anni, l'8 luglio 1941.
La sua memoria è stata raccolta dai figli Vincenzo e Camillo, riprendendo la corale folk di Poggiofiorito, una delle più antiche d'Abruzzo fondata nel 1924, e intitolandola a nome di Tommaso, insieme al museo locale etnografico.

## Opere
Incise composizioni di musica leggera nel luglio 1928 a Detroit presso la casa discografica OKEH (alcuni titoli: Abruzzo forte forte gentile - Faremo pace, Lei voi tu, Razza latina - Ultima polka - Tristezza - Ricchi e poveri) tra le quali il famoso valzer Napoli sempre canta conosciuto come il Valzer di Coccione. Le sue opere recuperate tramite alcuni allievi, soprattutto per l'impegno dei figli Camillo e Vincenzo Coccione, sono state pubblicate  su Internet. Fra le più originali si distinguono: *Orgia, una sinfonia;
- Messa Solenne, per tre voci maschili e organo;
- Voci d'Italia, una marcia per banda.

Tommaso Coccione insieme al poeta locale Tommaso Di Martino e il musicista Ercole Zazzini dal 1929 al 1939 organizzò delle feste canore delle Poggiofiorito sulla scia della celebre Maggiolata Abruzzese di Ortona, nata con Guido Albanese nel 1920; presero il nome di "Feste dell'uva" cui parteciparono con le canzoni vari poeti abruzzesi come Cesare De Titta, Antonio Di Jorio, Evandro Marcolongo, Aniello Polsi, Eduardo Di Loreto, Giulio Sigismondi,Cesare Fagiani, Vito Olivieri, Guido Albanese stessi. Nel 1939 prese parte alla Prima Sagra della Canzone fascista Abruzzese di Poggiofiorito, organizzata dall'OND Chieti. 
Postuma nella festa delle Canzoni a Caldari (Ortona) fu rappresentata la celebre "Quadrije" su versi di Custode Miccoli.